# Deroceras praecox
Deroceras praecox ist eine Nacktschneckenart aus der Familie der Ackerschnecken (Agriolimacidae), die zur Unterordnung der Landlungenschnecken (Stylommatophora) gerechnet wird.

## Merkmale
Die Tiere sind mittelgroß, ausgestreckt etwa 3,5 bis 4 cm lang. Der Mantel bedeckt etwa die vordere Hälfte des Körpers. Auf dem Rücken hinter dem Mantel ist ein schwacher Kiel ausgebildet, der zum Schwanzende hin deutlicher hervortritt. Die Farbe ist weiß und zeichnungslos oder mit wenigen dunkelroten großen Flecken, die gehäuft auf Rücken und Mantel vorkommen. Der Kopf und die Fühler sind oft braun oder hell gefleckt. Die Sohle ist hellbraun.

## Lebensweise, Vorkommen und Verbreitung
Die Art lebt in feuchten Laubwäldern, bevorzugt Buchenwäldern, an Pflanzen oder auf Moos. Sie ist selten und die Vorkommen sind eng begrenzt. Das Verbreitungsgebiet ist auf das südliche Polen und Tschechien begrenzt. Allerdings ist die Verbreitung bislang nur unzulänglich untersucht, denn früher wurde die Art nicht von Deroceras reticulatum (Genetzte Ackerschnecke) unterschieden, sodass sich möglicherweise unter manchem Vorkommen von Deroceras reticulatum diese Art noch verbergen könnte.

## Systematik
Die Art Deroceras praecox wurde erst 1966 beschrieben und von der Genetzten Ackerschnecke (Deroceras reticulatum) abgegrenzt. Auch die Graue Ackerschnecke (Deroceras agreste) ist äußerlich sehr ähnlich. Beide Arten unterscheiden sich jedoch deutlich in der Anatomie der Geschlechtsorgane und dem Paarungsverhalten von Deroceras praecox. Eine nahe verwandte Art ist Deroceras rodnae Grossu & Lupu, 1965, die sich anatomisch wenig von Deroceras praecox unterscheidet. Die Verbreitungsgebiete beider Arten schließen sich jedoch gegenseitig fast aus. Deroceras praecox wird von manchen Autoren zur Untergattung Deroceras (Plathystimulus) Wiktor, 1973 gestellt, andere Autoren stellen sie dagegen zur Untergattung Deroceras (Malino) Gray, 1855.